# Sverre Hansen (Leichtathlet)
Sverre Hilmar Hansen (* 12. November 1899 in Oslo; † 25. Februar 1991 ebenda) war ein norwegischer Leichtathlet.

## Karriere
Der norwegische Landesmeister im Weitsprung der Jahre 1921 bis 1924 gewann in dieser Disziplin bei den Olympischen Sommerspielen 1924 in Paris mit 7,26 m die Bronzemedaille. Mit dieser Weite blieb er nur zwei Zentimeter unter seiner persönlichen Bestleistung von 7,28 m, die er im selben Jahr erzielte.